# Hammer Treppenstein

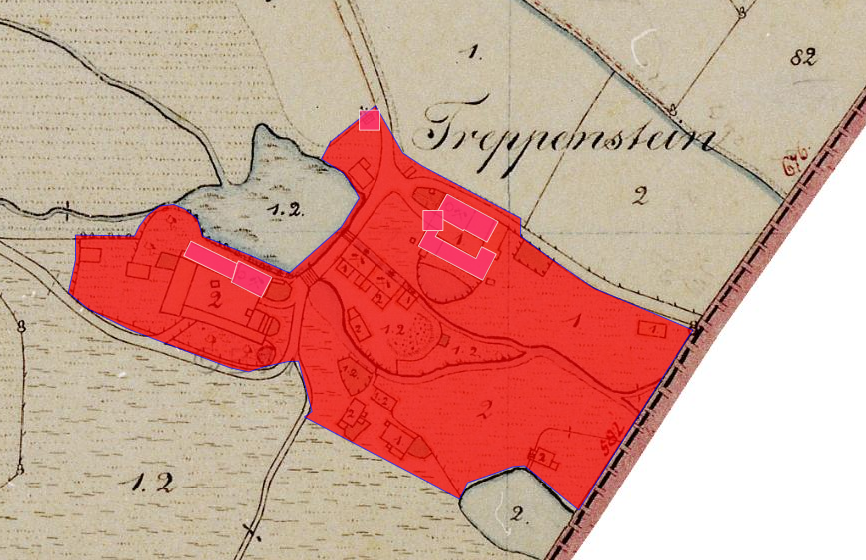
Lageplan des Hammers Treppenstein bei Mähring auf dem Urkataster von Bayern

Der Hammer Treppenstein lag drei Kilometer südlich der Oberpfälzer Marktgemeinde Mähring; Treppenstein ist heute ein Ortsteil von Mähring. Das Werk wurde vom Wasser des Lohbachs betrieben. Die Anlage ist unter der Aktennummer D-2-61-000-479 als denkmalgeschütztes Baudenkmal von Treppenstein verzeichnet. Ebenso wird sie als Bodendenkmal unter der Aktennummer D-3-6141-0002 im Bayernatlas als „archäologische Befunde des frühneuzeitlichen Eisenhammers und ehem. Hammerherrenhauses Treppenstein“ geführt. Das ehemalige Hammerherrenhaus wird als Baudenkmal „als zweigeschossiger, verputzter Massivbau mit Halbwalmdach und geschweiften Fensterfaschen, bez. 1783; Mühle, zweigeschossiger, verputzter Massivbau und geschweiften Fensterfaschen, zum Teil 1783, 1939 aufgestockt, mit Stadelanbau; Hofmauer mit Tordurchfahrt und Pforte, wohl um 1783“ beschrieben.

## Geschichte
Der Eisenhammer wurde zwischen 1605 und 1610 gegründet und war damals von allen Dienstbarkeiten befreit. Dies hängt mit dem Gründer des Werkes, Georg Ludwig von Hutten, zusammen, der eine wichtige Position am kurpfälzischen Hof in Heidelberg innehatte. Auch nach seinem Ausscheiden aus der dortigen Regierung war er Vogt und Oberamtmann von Mosbach und kurfürstlicher Rat. Vermutlich angeregt durch den Bau des Hüttenwerks Gottesgab ließ er in dieser verlassenen Gegend einen Hammer anlegen. Ausschlaggebend für die Standortwahl dürfte der Waldreichtum der Gegend und die relative Nähe zu den Erzgruben von Großen- und Kleinsterz sowie von Waldershof gewesen sein. Ebenso war es vorteilhaft, dass der Hammer im Stiftland lag und somit die Privilegien des Klosters Waldsassen und die Freistellung von der Zugehörigkeit zu der Oberpfälzer Hammereinigung genoss. Dazu heißt es: ein hammer, so vor wenig Jahren erbaut, aber noch mit keiner dienstbarkeit belegt worden. Der Hammer war grundbar zum Kloster Waldsassen, die (hohe) Gerichtsbarkeit lag beim kurbayerischen Amt Waldsassen.
Aus dem Arbeitsvertrag mit einem Hochofenmeister von 1613 geht hervor, dass hier ein Hochofen betrieben wurde. Georg Ludwig von Hutten hatte zudem einen Schmelzer und Bierbrauer, „zu Neuen Hanau bei der steinernen Pforte lebend“, sowie einen Gießer, einen weiteren Schmelzer und einen Aufgeber (Lader) angeworben. Der Gießer wurde pro Tag und Nacht mit 1 fl bezahlt, die beiden Schmelzer wurden mit 12 Batzen (15 Batzen entsprachen 1 fl) und der Aufleger mit 9 Batzen entlohnt. Die Belegschaft erhielt pro Jahr 40 fl Trinkgeld, für das Ausbessern des Ofens wurden jeweils 8 fl bezahlt. Dem Schmelzer stand pro Jahr ein gusseiserner Ofen, ersatzweise 8 fl, zu. Als Reisekostenzuschuss erhielten sie 1 fl pro Reisetag. Der Lohn wurde wöchentlich ausbezahlt, die Kündigungsfrist betrug für beide Seiten einen Monat.
1615 wurde das Werk mit Hochofen, Gieß- und Hammerhütte sowie allen Vorräten und Privilegien von den Erben des Georg Ludwig von Hutten († 1610) für 1.330 fl an Philipp Heinrich von Aschhausen verkauft. Festgehalten wurde dabei, dass der Verkauf ohne Nachteile für die Mitgewerken sein soll, aber solche gab es offensichtlich nicht. 1620 wurde das Werk um 1.000 fl an Leonhard Frank, den Verwalter des Berg- und Hüttenwerkes Gottesgab verkauft. Nachdem dieser seine dortige Verwalterstelle verloren hatte, widmete er sich mit Erfolg seinem eigenen Werk. Das Werk blieb bis weit in das 18. Jahrhundert im Besitz seiner Nachfolger.
Das Werk blieb auch während des Dreißigjährigen Krieges und die Jahre danach in Betrieb. Leonhard Frank versteuerte 1630 den Hammer mit 1.000 fl und den Erz- und Kohlevorrat mit 100 fl. Zudem schuldete ihm der Hammermeister von Warmensteinach 275 fl. 1638 arbeitete der Hochofen weiterhin und es wurden Eisen, Blecht und Gusswaren hergestellt, die gut verkauft werden konnten.
1666 betrieben die damaligen Eigentümer Georg Adam Frankh und Philipp Bauer zwar noch das Werk, es war aber nur mehr ein Hammerwerk, da der Hochofen aus Erzmangel und fehlender Nachfrage stillgelegt worden war; auch 1691 hatte sich daran noch nichts geändert. Aus einem Bericht des Johann German Barbing an den Kurfürst Ferdinand Maria vom 16. Januar 1666 heißt es: „Ein Eisenhammer, bei dem früher ein Hochofen gewesen, dessen Inhaber Gg. Adam Frankh und Phil. Baur, ist gar ‚schlechtlich‘ gangbar, weil mit den Hammerleuten auch mit den Eisensteinen in Ermangelung des Verlags nicht recht aufzukommen. Und daher zur Zeit wenige Hoffnung, da der Hochofen sobald wieder möchte erbaut werden, und falls schon derselbe in Gang  gebracht würde, wäre doch dabei kein anderer Nutzen, als daß man auf den Fall der Nähe Stuckkugeln ins Zeughaus (fabriziere), wie auch der Landmann eiserne Ofenhäfen haben könnte. - Für diesen Hammer wäre nach Notdurft ‚Eisenarzt‘ zu Kleinsterz zu holen.“ Im 18. Jahrhundert wurde der Hochofen wieder in Betrieb genommen, wenn auch im Widerspruch zu dem kurfürstlichen Bergwerkskollegium. 1802 wurde der Betrieb eingestellt.
Seit 1808 ist Treppenstein zum Gemeinde- und Steuerdistrikt Mähring, auch in Bezug auf Pfarrei und Schule, zugehörig.